# Sa Nhơn
Sa Nhơn là một xã thuộc huyện Sa Thầy, tỉnh Kon Tum, Việt Nam.
Xã Sa Nhơn có diện tích 51,77 km², dân số năm 2019 là 3.153 người, mật độ dân số đạt 61 người/km².